# Vanuatuboshoen
Het vanuatuboshoen (Megapodius layardi) is een vogel uit de familie grootpoothoenders (Megapodiidae). De wetenschappelijke naam van de soort is voor het eerst geldig gepubliceerd in 1879 door Henry Baker Tristram en als eerbetoon vernoemd naar de Britse diplomaat en vogelkundige Edgar Leopold Layard. Het is een kwetsbare, endemische vogelsoort in Vanuatu.

## Kenmerken
De vogel is 32 cm lang, het is een relatief klein, zwart gekleurd boshoen met een rode, naakte huid rond het oog en gele poten.

## Verspreiding en leefgebied
De soort komt voor in Vanuatu op de meeste eilanden die ten noorden van Efate liggen. Het leefgebied is laaglandregenwoud tot op 800 m boven zeeniveau, met een voorkeur voor ongerept bos, maar ook wel op stranden die grenzen aan bos. De broedhopen liggen in gebieden met aardwarmte.

## Status
Het vanuatuboshoen heeft een beperkt verspreidingsgebied en daardoor is de kans op uitsterven aanwezig. De grootte van de populatie werd in 2012 door BirdLife International geschat op 3,5 tot 15 duizend individuen en de populatie-aantallen nemen af door ontbossing waarbij natuurlijk bos wordt gekapt en omgezet in gebied voor agrarisch gebruik. Verder wordt de ondergroei in bossen aangetast door begrazing door ingevoerd vee en treedt predatie op door verwilderde honden. Om deze redenen staat deze soort als kwetsbaar op de Rode Lijst van de IUCN.